# Assumption Thonburi School Stadium
Das Assumption Thonburi School Stadium ist ein Fußballstadion mit Leichtathletikanlage im Bezirk Thonburi in der thailändischen Hauptstadt Bangkok. Die Anlage hat eine Kapazität von 1000 Personen. Der Eigentümer und Betreiber ist die Assumption Thonburi School. Die Sportstätte wird hauptsächlich für den Fußball genutzt und ist Heimstadion des Viertligisten Assumption United FC.

## Nutzer des Stadions
| Verein               | Zeitraum der Nutzung |
| -------------------- | -------------------- |
| Assumption United FC | 2012 bis 2014        |
| Assumption United FC | 2016 bis heute       |